# Por Rūd
Por Rūd (persiska: پر رود) är en ort i Iran.   Den ligger i provinsen Qazvin, i den nordvästra delen av landet, 150 km nordväst om huvudstaden Teheran. Por Rūd ligger 1 068 meter över havet och antalet invånare är 206.
Terrängen runt Por Rūd är bergig norrut, men söderut är den kuperad. Runt Por Rūd är det ganska tätbefolkat, med 108 invånare per kvadratkilometer. Närmaste större samhälle är Akūjān, 3,7 km norr om Por Rūd. Trakten runt Por Rūd består i huvudsak av gräsmarker.